# Harwich International Port
Parkeston Quay, nu omdøbt til Harwich International Port, er en havn ved Harwich i Storbritannien.
Havnen var i mange år anløbssted for ruten fra Danmark, Esbjerg–Harwich, besejlet med DFDS' skibe som f.eks. M/S Parkeston, M/S Kronprins Frederik.
Her kan man opleve tidevandets betydning. Der er omkring 4-5 meter mellem ebbe og flod. 